# Cheyna Matthews
Cheyna Lee Matthews (Lynn, Massachusetts; 10 de noviembre de 1993), apellido de soltera Williams, es una futbolista estadounidense-jamaicana que juega como delantera en el Racing Louisville Football Club de National Women's Soccer League y en la selección femenina de fútbol de Jamaica.

## Fútbol universitario

### Universidad Vanderbilt
En 2012, Williams atendió Vanderbilt Universidad, donde haga 17 apariciones, marcó 6 goles y 6 asistencias en su primero año. Haga 18 inicios en su segundo año, marcó 16 goles y 5 asistencias. En 2013, fue incluida en el First Team All-SEC.

### Universidad Estatal de Florida
En 2014, se transfirió a la Florida Universidad Estatal.  Haga 24 inicios (26 apariciones) y ayudó al Seminoles ganar su primer NCAA Campeonato Nacional en la historia de la programa. En su cuarto año, haga 25 apariciones y marcó 10 goles.

## Carrera profesional

### Washington Spirit (2016-2019)
Matthews fue elegida por Washington Spirit en la 1.ª ronda del 2016 NWSL College Draft. En abril de 2016, firmó por el Spirit. En su primera temporada, Matthews jugó en 17 partidos, 8 inicios, y marcó 3 goles. Marcó su primero gol profesional en 31 de julio de 2016 en contra Sky Blue FC.  El equipo hizo su primero apariencia en la NWSL Championship. Perdieron en las penas contra Western New York Flash.
El Spirit luchó en la temporada de 2017, pero Matthews era una colaboradora regular que hizo 21 apariciones y marcó 5 goles.
Matthews no jugó en la temporada de 2018 debido al embarazo.
Antes de la temporada de 2020, el Spirit anunció que Matthews sería tomaría un ausencia para concentrarse en la situación de su familia, en particular, el potencial de su esposo, Jordan Matthews, para reubicarse dentro del NFL. El pagado ausencia estuvo anticipado para durar hasta que mayo del año y estipuló que Matthews podría continuar su carrera en otro lugar, si es necesario.
En octubre de 2020, Matthews estuvo colocado en el NWSL Re-Entry Wire por el Spirit.

### Racing Louisville FC (2020-presente)
En noviembre de 2020, Matthews estuvo seleccionado del NWSL Re-Entry Wire por Racing Louisville FC.

## Carrera internacional
Matthews estuvo seleccionado para la selección femenina de fútbol de Jamaica para la Copa Mundial de 2019. Haga su debut de la copa durante el primero partido contra Brasil en Grenoble.

## Vida personal
Matthews se casó con el jugador de los San Francisco 49ers, Jordan Matthews, en febrero de 2018.  Ellos se encontraron mientras ambos atendieron a la Universidad Vanderbilt. Tienen dos hijos juntos.  Matthews es una cristiana.